# Place du Colonel Darche
La place du Colonel Darche est une place de Longwy en Meurthe-et-Moselle.

## Situation et accès
La place se situe au centre-ville de Longwy, dans la ville-haute.

## Origine du nom
Elle honore le colonel Darche qui commandait la garnison et avait les fonctions de commandant de la place de Longwy en 1912.

## Historique
Originellement appelée « place d'Armes », cette place avait des fonctions bien réparties, avec d'un côté le puits couvert, l'église et l’hôtel de ville et de l'autre le palais du Gouverneur disparu durant le siège de 1871. Le puits couvert servait au ravitaillement de la ville en eau à la population civile, le palais du Gouverneur ayant son propre puits. Le puits couvert descendait à 60 mètres de profondeur et remontait l'eau grâce à une roue à écureuil, il abrite aujourd'hui l'office de tourisme du Pays de Longwy.